# Calamita d'oro
Calamita d'oro è un film italiano del 1948, diretto da Armando Fizzarotti.

## Produzione
Il film è ascrivibile al filone dei melodrammi sentimentali, comunemente detto strappalacrime, allora molto in voga tra il pubblico italiano, in seguito ribattezzato dalla critica con il termine neorealismo d'appendice.
Fu realizzato da Fizzarotti sull'onda del successo della sua precedente pellicola, Malaspina, con cui vi sono svariate similitudini.
È uno dei pochi film in cui l'attrice Franca Marzi recita con la propria voce, senza essere doppiata.